# Pajiștile de la Mănărade
Pajiștile de la Mănărade este o arie protejată (arie specială de conservare — SAC, sit de importanță comunitară — SCI) din România, desemnată în scopul protejării biodiversității și menținerii într-o stare de conservare favorabilă a florei spontane și faunei sălbatice, precum și a habitatelor naturale de interes comunitar aflate în arealul zonei de protecție. Aceasta este situată în centrul țării, pe teritoriul județului Alba.

## Localizare
Aria naturală se află în partea central-estică a județului Alba, pe teritoriul administrativ al comunei Valea Lungă, în vestul satului Glogoveț și se întinde pe o suprafață de 298,10 hectare.

## Înființare
Zona a fost declarată sit de importanță comunitară prin Ordinul Ministerului Mediului și Dezvoltării Durabile Nr.46 din 2016 (privind instituirea regimului de arie naturală protejată a siturilor de importanță comunitară, ca parte integrantă a rețelei ecologice europene Natura 2000 în România). Situl a fost protejat și ca arie specială de conservare (ROSAC0428) în mai 2022.

## Biodiversitate
Situl reprezintă o zonă (încadrată în bioregiune continentală) de pajiști sminatural-xerice, tufărișuri, pășuni; ce conservă un habitat natural de tip: Pajiști uscate seminaturale și facies de acoperire cu tufișuri pe substraturi calcaroase (Festuco-Brometalia). La baza desemnării acestuia se află mai multe specii floristice enumerate în anexa I-a a Directivei Consiliului European 92/43/CE din 22 mai 1992 (privind conservarea habitatelor naturale și a speciilor de faună și floră sălbatică); printre care: târtan (Crambe tataria), capul-șarpelui (Echium russicum), obsigă (Bromus ramosus), ciuboțica-cucului (Primula veris), salvie de câmp (Salvia pratensis) sau lucernă galbenă (Medicago falcata).

## Monumente și tracții turistice
Pe teritoriul ariei protejate și în vecinătatea acesteia se află mai multe obiective de interes turistic (lăcașuri de cult, monumente istorice), astfel:
- Ansamblul bisericii evanghelice din Valea Lungă (biserică de zid, incintă fortificată), monument istoric de secol 14;
- Biserica reformată din Valea Lungă construită în anul 1676 și clopotnița de lemn din 1830;
- Castelul din Blaj, fosta reședință nobiliară din secolele XVI-XVIII, ulterior reședință episcopală
- Catedrala Sfânta Treime din Blaj;
- Prima școală publică cu predare în limba română;
- Biserica reformată din Petrisat, inițial romano-catolică, monument din secolul al XIII-lea;
- Câmpia Libertății;
- Cetatea medievală (sit arheologic) din satul Glogoveț.